# جامع اصطهبانات
جامع اصطهبانات (بالفارسية: جامع استهبان) هو مسجد تاريخي يعود إلى عصر الدولة الصفوية، ويقع في اصطهبانات.